# Gabriel Ramos (taekwondo)
Gabriel Ramos es un deportista brasileño que compite en taekwondo. Ganó dos medallas en el Campeonato Panamericano de Taekwondo, oro en 2022 y plata en 2024.

## Palmarés internacional
| Campeonato Panamericano | Campeonato Panamericano      | Campeonato Panamericano | Campeonato Panamericano |
| Año                     | Lugar                        | Medalla                 | Categoría               |
| ----------------------- | ---------------------------- | ----------------------- | ----------------------- |
| 2022                    | Punta Cana (Rep. Dominicana) | Medalla de oro          | –63 kg                  |
| 2024                    | Río de Janeiro (Brasil)      | Medalla de plata        | –63 kg                  |